# Stadtrandsiedlung Malchow
Stadtrandsiedlung Malchow, Berlin-Stadtrandsiedlung Malchow – dzielnica (Ortsteil) Berlina w okręgu administracyjnym Pankow. Od 2001 w granicach miasta.